# Laerte Tetila
José Laerte Cecílio Tetila (Santo Anastácio, 7 de julho de 1947) é um político brasileiro. É geógrafo e ex-prefeito da cidade de Dourados, no estado de Mato Grosso do Sul. Foi vereador de 1992 a 1998, deputado estadual de 1999 a 2000 e prefeito de 2001 a 2008.

## Condenações
1. ↑  «Deputado Laerte Tetila - PT». Assembleia Legislativa de Mato Grosso do Sul. Consultado em 10 de setembro de 2012. Arquivado do original em 3 de dezembro de 2012

Em 2018, o então ex-prefeito, Laerte Tetila foi condenado, definitivamente, por improbidade administrativa e obrigado a ressarcir todas as despesas suportadas pelo Município de Dourados. Durante sua gestão, o ex-prefeito adquiriu veículos de cor vermelha, em alusão ao símbolo do Partido dos Trabalhadores, registrando-os junto ao DETRAN com placas de numeração final "13", número da agremiação partidária, além de ter nomeado diversos loteamentos no município com o termo "estrela", em outra clara alusão ao símbolo da agremiação partidária: Estrela Hory, Estrela Poravi I e II, Estrela Verá, Estrela Ara Poty I e II, Estrela Moroti, Estrela Pyahu, Estrela Porã I, II e III, Estrela Yvatê, Estrela Itamarim e Estrela Kairós I e II.